# 전국정보경제서비스노동조합연맹
전국정보경제서비스노동조합연맹(Korean Federation of Information Economy Service Worker's Union)은 정보통신 기업 노동자를 구성원으로 하는 노동조합이다. 2004년 KT노조를 중심으로 결성된 IT연맹을 전신으로 하며, 정보통신부문 공공기관과 KT계열사 노조 등을 중심으로 활동했다. 2009년 KT노조와 계열사노조가 집단탈퇴하면서 위기를 맞기도 했다. 2011년 12월 정보경제연맹으로 명칭을 변경하였다. 전국민주노동조합총연맹에 소속되어 있다.